# ISO 3166-2:SO
ISO 3166-2:SO is een ISO-standaard met betrekking tot de zogenaamde geocodes. Het is een subset van de ISO 3166-2 tabel, die specifiek betrekking heeft op Somalië.
De gegevens werden tot op 3 maart 2014 geüpdatet op het ISO Online Browsing Platform (OBP). Hier worden 18 regio’s - region (en) / région (fr) / gobol (so) – gedefinieerd.
Volgens de eerste set, ISO 3166-1, staat SO voor Somalië, het tweede gedeelte is een tweeletterige code.

## Codes
| Code  | Naam              |
| ----- | ----------------- |
| SO-AW | Awdal             |
| SO-BK | Bakool            |
| SO-BN | Banaadir          |
| SO-BR | Bari              |
| SO-BY | Bay               |
| SO-GA | Galguduud         |
| SO-GE | Gedo              |
| SO-HI | Hiiraan           |
| SO-JD | Jubbada Dhexe     |
| SO-JH | Jubbada Hoose     |
| SO-MU | Mudug             |
| SO-NU | Nugaal            |
| SO-SA | Sanaag            |
| SO-SD | Shabeellaha Dhexe |
| SO-SH | Shabeellaha Hoose |
| SO-SO | Sool              |
| SO-TO | Togdheer          |
| SO-WO | Woqooyi-Galbeed   |